# Ravánszar megye

Kermánsáh tartomány megyéinek elhelyezkedése

Ravánszar megye (perzsául: شهرستان روانسر) Irán Kermánsáh tartomány egyik nyugati, középső fekvésű megyéje az ország nyugati részén. Északon és északkeleten Kurdisztán tartomány, keleten, délkeleten és délen Kermánsáh megye, nyugatról Szalász-e Bábádzsáni megye és Dzsavánrud megye, északnyugaton Páve megye határolja. Székhelye a 16 000 fős Ravánszar városa. A megye lakossága 44 983 fő. A megye két kerületre oszlik: Központi kerület és Sáhu kerület.
A területen az ember már nagyon korán megjelent, ezért régészetileg jelentős. Ravánszar közelében a Már Kuliján és Már Dzsauri barlangokban találtak emberi tevékenységhez köthető régészeti emlékeket. A terület a vaskor és az Óperzsa Birodalom idején fontos szerepet töltött be.

## Fordítás
- Ez a szócikk részben vagy egészben  a   Ravansar County című angol Wikipédia-szócikk ezen változatának fordításán alapul.  Az eredeti cikk szerkesztőit annak laptörténete sorolja fel. Ez a jelzés csupán a megfogalmazás eredetét és a szerzői jogokat jelzi, nem szolgál a cikkben szereplő információk forrásmegjelöléseként.